# Dichotomius speciosus
Dichotomius speciosus là một loài bọ cánh cứng trong họ Bọ hung (Scarabaeidae).